# Donnacona (miasto)
Donnacona – miasto w Kanadzie, w prowincji Quebec, w regionie Capitale-Nationale i MRC Portneuf. Historia miasta sięga 1672 roku, kiedy to intendent Nowej Francji, Jean Talon, wydzierżawił te tereny Toussaintowi Toupinowi i jego synowi jako seniorat Pointe-aux-Écureuils. Dzisiejsza nazwa została nadana dopiero w 1915 roku i związana jest z irokeskim wodzem Donnaconą.
Liczba mieszkańców Donnacony wynosi 5 564. Język francuski jest językiem ojczystym dla 98,0%, angielski dla 0,5% mieszkańców (2006).